# .38 rimfire
Los cartuchos .38 rimfire son un tipo de munición que en los Estados Unidos ha estado en servicio desde mediados del siglo XIX. Los cartuchos se fabrican en variantes cortas, largas y extra largas.
Al igual que el .32 rimfire, los .38 rimfire se fabricaron originalmente cargados con pólvora negra. A principios del siglo XX, los fabricantes cambiaron a la "nueva" pólvora sin humo.

## Historia
El.38 rimfire fue común en muchos revólveres y rifles antiguos producidos desde la década de 1870 hasta principios del siglo XX. Era comúnmente usado para situaciones de defensa personal, cargado en un pequeño revólver que a menudo se guardaba en el bolsillo de un chaleco hasta la década de 1890. La producción en los Estados Unidos de calibres de percusión anular mayores que .22 cesó con la entrada del país a la Segunda Guerra Mundial. Después, ninguno de los principales fabricantes la reanudó nunca más. La munición cargada de fábrica ya no está disponible excepto como artículos de colección.

## Usos y variantes
La familia de cartuchos .38 rimfire estuvo disponible en cartuchos cortos, largos, extra largos y también. La mayoría de los revólveres y rifles que se produjeron tenían recámaras para rifle corto .38 o rifle largo .38. Si bien se produjeron algunos rifles diferentes para el cartucho extra largo .38 y algunos rifles de bloque rodante, bloque descendente y cerrojo tenían cañones de ánima lisa que tenían un ligero estrangulamiento que le permitía disparar los cartuchos de perdigones .38 RF, que era bueno para la caza menor a corta distancia. Hopkins & Allen produjo revólveres y rifles con recámara para el .38RF. Rifles de este calibre fueron producidos por Remington (el rifle giratorio de 1866), Ballard, Stevens y Frank Wesson, y revólveres por Enterprise, Favorite, Forehand & Wadsworth y Colt.